# Zoltán Decleva
Zoltán Decleva, madžarski general, * 1887, † 1950.